# Théophile de Donder

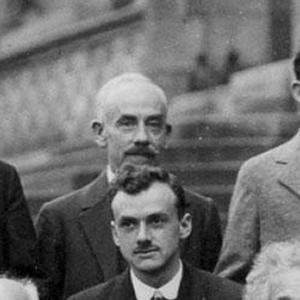
Im Hintergrund Théophile Ernest de Donder, im Vordergrund Paul Dirac

Théophile Ernest de Donder (* 19. August 1872 in Brüssel; † 11. Mai 1957 ebenda) war ein belgischer Physiker und Physikalischer Chemiker. Er gilt als einer der Pioniere der Nicht-Gleichgewichts-Thermodynamik und Mitbegründer der sogenannten „Brüsseler Schule“ der Thermodynamik.

## Leben
De Donders Vater war Volksschullehrer und der Sohn ergriff zunächst auch diesen Beruf. Neben seiner Tätigkeit als Lehrer bildete er sich jedoch wissenschaftlich fort und erhielt 1899, ohne je regelmäßig eine Vorlesung besucht zu haben, den Doktorgrad der Physik an der Freien Universität Brüssel (Université libre de Bruxelles). Erst als über 40-Jähriger wurde er schließlich zum Professor in Brüssel ernannt, so dass er den Schuldienst als Broterwerb aufgeben konnte.
De Donders wissenschaftliche Interessen lagen zum einen auf dem Gebiet der allgemeinen Relativitätstheorie, wobei er in engem freundschaftlichen Austausch mit Albert Einstein stand, und zum anderen auf dem Gebiet der Thermodynamik. Besonders interessierte ihn die Thermodynamik von Nicht-Gleichgewichtsprozessen. Sein bedeutendster Schüler war Ilya Prigogine, der diese Forschungen fortführte und 1977 den Nobelpreis für Chemie erhielt. Andere bedeutende Schüler de Donders waren Jules Géhéniau und Léon Van Hove.
De Donder war Mitgründer der Belgischen Mathematischen Gesellschaft. 1929 wurde er in die Königliche Belgische Akademie (Académie royale de Belgique) aufgenommen. Seit 1958 vergibt die Akademie alle drei Jahre den Théophile De Donder-Preis für herausragende Arbeiten auf dem Gebiet der Mathematischen Physik.

## Ausgewählte Werke
- Sur la théorie des invariants intégraux (Doktorarbeit) (1899).
- Théorie du champ électromagnétique de Maxwell-Lorentz et du champ gravifique d'Einstein (1917)
- La gravifique Einsteinienne (1921)
- Introduction à la gravifique einsteinienne (1925)
- Théorie mathématique de l'électricité (1925)
- Théorie des champs gravifiques (1926)
- The Mathematical Theory of Relativity (1927)
- Application de la gravifique einsteinienne (1930)
- Théorie invariantive du calcul des variations (1931)
- Application de la gravifique einsteinienne à l'électrodynamique des corps en mouvement (1932)
- Thermodynamic Theory of Affinity: A Book of Principles (1936)